# Matt O'Leary
Matthew Joseph (Matt) O'Leary (Chicago, 6 juli 1987) is een Amerikaans acteur.
O'Leary werd in 2000 een kindster, toen hij een hoofdrol kreeg in de Disney Channel Original Movie Mom's Got a Date With a Vampire, een televisiefilm. Hij ontving vanaf dat moment vier jaar op rij een nominatie voor een Young Artist Award, voor zijn rollen in Mom's Got a Date With a Vampire, Domestic Disturbance, Frailty en Spy Kids 3-D: Game Over.
In 2001 werd O'Leary ingezet als zoon van John Travolta in de thriller Domestic Disturbance, waarin hij zijn debuut op het witte doek maakte. Na belangrijke bijrollen in indie-film Brick, actieflick Death Sentence en het drama American Son, bewees O'Leary ook overtuigend dragende rollen te kunnen spelen in Natural Selection, Fat Kid Rules the World en Eden. 

## Filmografie
- Agents of S.H.I.E.L.D. (2019) - Pax (televisieserie, 5 afleveringen)
- Drones (2013) - Jack Bowles
- Pawn Shop Chronicles (2013) - Lamar
- The Lone Ranger (2013) - Skinny
- Eden (2012) - Vaughan
- Fat Kid Rules the World (2012) - Marcus
- In Time (2011) - Moser
- Marcy (2011) - Matt (Episode: Marcy does a photographer)
- Cinema Verite (2011) - Cameron
- Natural Selection (2011) - Raymond
- Mother's Day (2010) - Jonathan 'Johnny' Koffin
- Sorority Row (2009) - Garrett
- CSI: Crime Scene Investigation (2009) - Dan Forrester (Episodes: 19 Down, One to Go & Mascara)
- Anytown (2009) - Brandon O'leary
- Eleventh Hour (2008) - Bobby (Episode: Resurrection)
- Solstice (2008) - Mark
- American Son (2008) - Jake
- Live Free or Die Hard (2007) - Clay
- Death Sentence (2007) - Joe Darley
- Law & Order: Criminal Intent (2005) - Ethan Garrett (Episodes: In The Wee Small Hours parts 1 & 2)
- Havoc (2005) - Eric
- Warm Springs (2005) - Fred Botts
- Brick (2005) - The Brain
- The Alamo (2004) - Jongen in Winkel
- Spy Kids 3-D: Game Over (2003) - Gary Giggles
- Spy Kids 2: Island of Lost Dreams (2002) - Gary Giggles
- Frailty (2002) - Young Fenton
- Domestic Disturbance (2001) - Danny Morrison
- Mom's Got a Date With a Vampire (2000) - Adam Hansen

- Biblioteca Nacional de España: XX5523773
- Gemeinsame Normdatei: 107331782X
- International Standard Name Identifier: 0000 0000 4904 2464
- Library of Congress Control Number: no2003110479
- Système universitaire de documentation: 249031175
- Virtual International Authority File: 41538723
- WorldCat: E39PBJqQwfdG6XwRyfvFK9WhpP